# Rüthen
Rüthen is een stadje en gemeente in de Duitse deelstaat Noordrijn-Westfalen, gelegen in de Kreis Soest. De gemeente telt 10.565 inwoners (31 december 2020) op een oppervlakte van 158,09 km².
Rüthen ligt tussen Soest en Paderborn, op een heuveltje aan het riviertje de Möhne en ten noordoosten van het Arnsberger Wald, dat deel uitmaakt van het noordelijke Sauerland.

## Plaatsen in de gemeente Rüthen

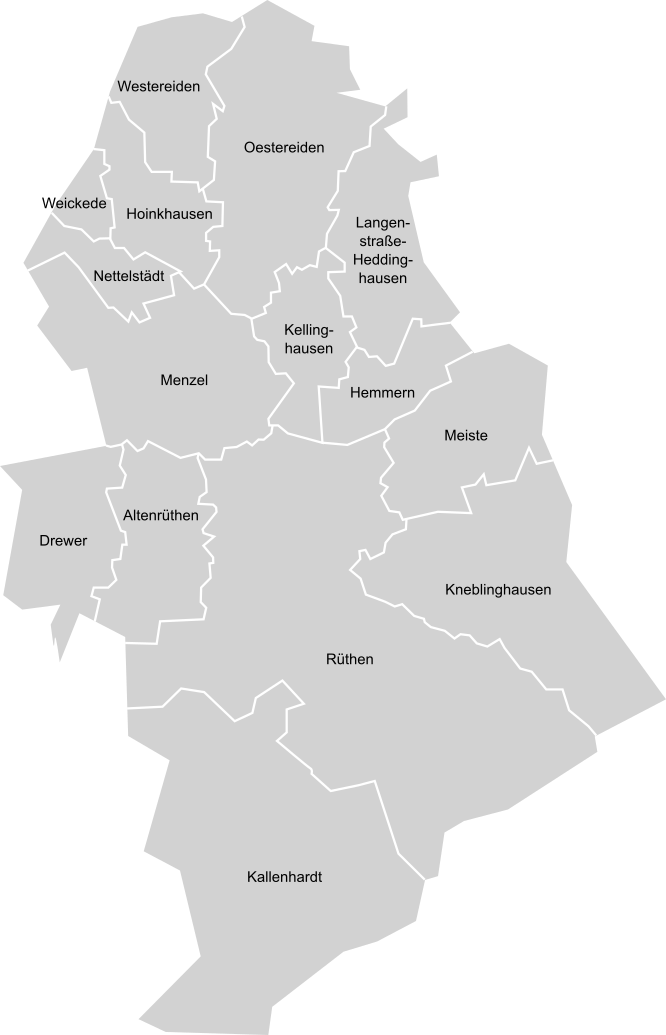
De Ortsteile van Rüthen

- Altenrüthen, plm. 500 inwoners
- Drewer, plm. 700 inwoners
- Hemmern
- Hoinkhausen
- Kallenhardt, plm. 1.650 inwoners; 6 km ten zuiden van het stadje zelf.
- Kellinghausen
- Kneblinghausen
- Langenstraße-Heddinghausen
- Meiste: 6 km ten N. van Rüthen gelegen; een zekere Freunnd Happen uit dit dorpje is bekend, omdat hij als één der zeer weinigen een heksenproces, inclusief zware foltering, overleefde en in 1660 werd vrijgesproken. Het plaatsje heette tot 1911 Miste.
- Menzel
- Nettelstädt
- Oestereiden, plm. 800 inwoners
- Rüthen (stad), plm. 4.800 inwoners
- Weickede
- Westereiden, plm. 500 inwoners, 9 km ten noorden van het stadje, dicht bij de A44.

Waar het aantal inwoners niet vermeld is, ligt dit beneden 500.

## Geschiedenis

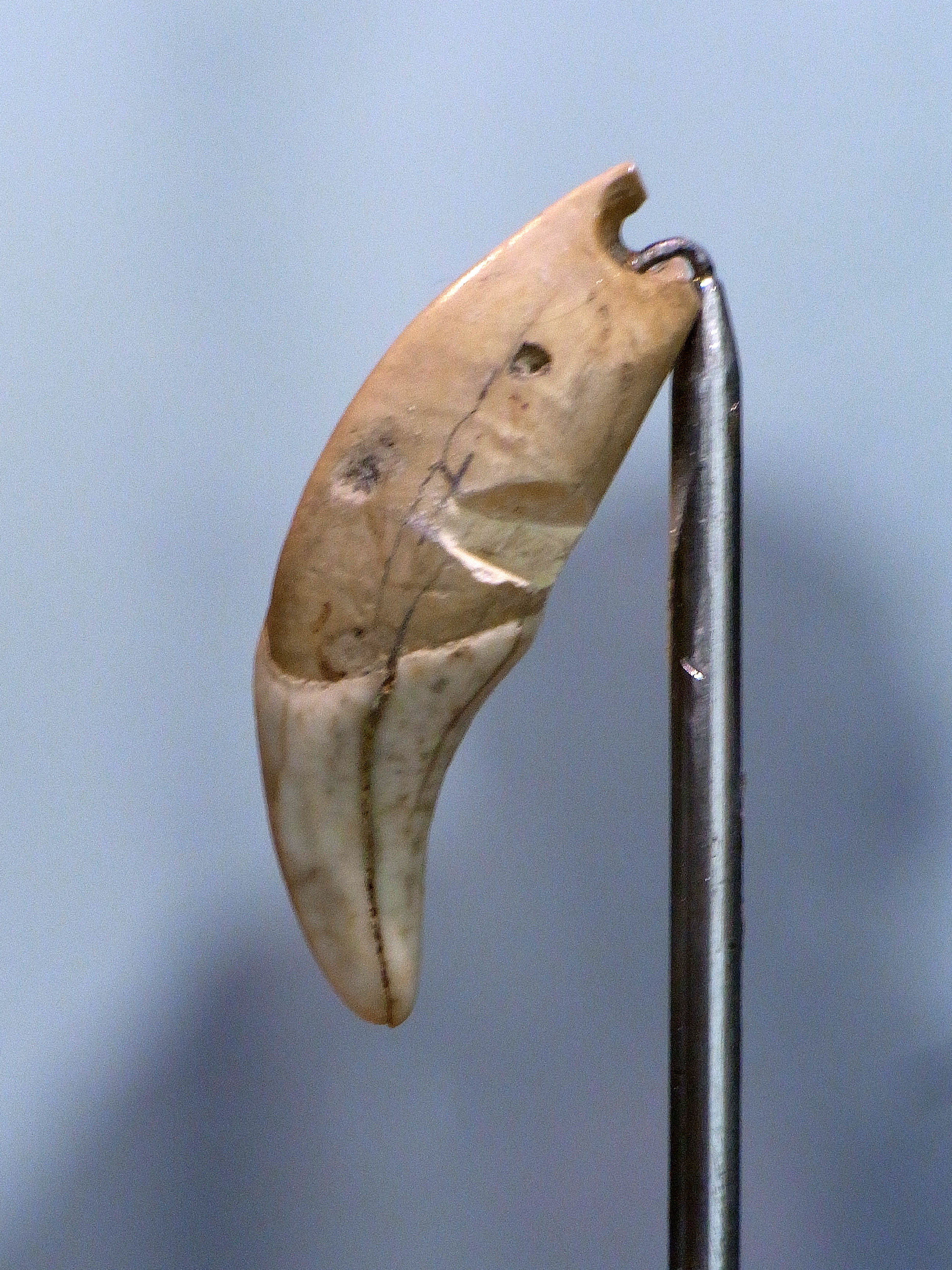
Doorboorde honden- of wolventand (amulet of sieraad), ca. 10.000 v.Chr., Ahrensbergcultuur

In de geologische Krijttijd , en wel in de periode van ca. 100,5 tot 93,9 miljoen jaar geleden, die Cenomanien wordt genoemd, ontstond een ongeveer 4 m dikke laag glauconiethoudende zandsteen, die Rüthener Sandstein wordt genoemd. 
Rond 9500 v.Chr. was de grot Hohler Stein, 2 km ten zuidwesten van Kallenhardt, bewoond door mensen van de Ahrensburgcultuur. Deze wordt beschouwd als de overgang tussen de Oude Steentijd en de Middensteentijd. In deze zelfde grot hebben vermoedelijk ook in de IJzertijd, ca. 750 v.Chr., mensen gehuisd. De Hohle Stein is tussen 1928 en 1934 opgegraven, helaas op een manier, die in de moderne archeologie als wetenschappelijk onaanvaardbaar wordt beschouwd.
Vier km ten oosten van Rüthen, nabij Kneblinghausen, bevond zich een rond het begin van onze jaartelling  aangelegde versterkte plaats. Dit was wellicht een Romeinse castra. Mogelijk is ook, dat de versterking is gebouwd door Germanen, die zich de Romeinse techniek van het aanleggen van militaire versterkingen eigen gemaakt hadden. 
Het stadje Rüthen werd, ten zuidoosten van het al sinds de 9e eeuw bestaande Altenrüthen,  omstreeks 1200 gesticht in opdracht van Adolf I van Altena, aartsbisschop van Keulen. Het werd speciaal als bestuurscentrum ingericht voor het Kuurkeulse deel van oostelijk Westfalen, mede ter strategische bescherming van Soest. De bisschoppen lieten het ommuren en lieten er ook een kasteel bouwen.
Ter plaatse werd een soort groenige zandsteen gewonnen, die zeer geschikt was voor zuilen en bordessen van kerken en andere monumentale gebouwen, mogelijk ook voor het Paleis op de Dam te Amsterdam. In 1469 trad Rüthen toe tot de Hanze, als bijstad van Soest. Dat betekende, dat Soest op Hanzedagen Rüthen vertegenwoordigde. Het stadje had in die tijd een belangrijke regionale marktfunctie.
Vanaf ca. 1600 werd Rüthen door veranderingen in de politieke situatie minder belangrijk. Mede door pestepidemieën en de Dertigjarige Oorlog waar de streek sterk onder te lijden had, verviel de stad gedeeltelijk; het kasteel werd afgebroken; op de plaats van het kasteel is nu de begraafplaats.
Rüthen verwierf in de periode 1573-1664 een twijfelachtige reputatie vanwege een groot aantal (iets meer dan 100) heksenvervolgingen. Die vonden niet alleen in Rüthen zelf, maar ook in de kleine dorpen rondom de stad plaats. Deze heksenjacht zou aan 167 mensen het leven gekost hebben. Maar er waren ook tegenstanders van de heksenprocessen, die hun stem lieten horen en er pamfletten en boeken  over schreven. In 2011 heeft de gemeente op veel plekken gedenkstenen laten plaatsen ter herinnering aan en ter rehabilitatie van de (vrijwel altijd naar huidige maatstaven onschuldige) slachtoffers hiervan.
In de 17e eeuw was, vanwege de nabije steengroeve, de bouwnijverheid nog van belang. Later verviel Rüthen tot een klein landstadje. In 1992 waren er plannen, om in de bossen bij Kneblinghausen een grote afvalstortplaats in te richten. Na felle protesten van zowel de bevolking als de gemeente werden deze plannen geannuleerd.

## Economie
Tegenwoordig drijft de economie van Rüthen op vooral bos- en landbouw, midden- en kleinbedrijf, echter maar weinig toerisme, ondanks de nabijheid van het Sauerland. Er is in de gemeente nog één zandsteengroeve in bedrijf.Ook wonen er mensen, die bij de bierbrouwerij in het slechts 10 km ten zuidwesten van Rüthen gelegen Warstein werken.
De meeste bossen in de omgeving van Rüthen zijn niet ingericht om erin te wandelen. Het zijn productiebossen. Het hout wordt aan o.a. de bouwnijverheid en de papierindustrie geleverd. In het dorp Meiste staat ook een fabriek, die van het hout uit de directe omgeving  o.a. laminaat maakt. Deze fabriek is met ca. 600 arbeidsplaatsen de grootste werkgever van de gemeente.

## Verkeer
- Per auto: Autobahn A44 afslag 58 Anröchte; zuidwaarts over de Bundesstraße 55, na 12 km linksaf over de B 516, totaal 21 km. Volgt men de B 516 nog 17 km in zuidoostelijke richting, dan bereikt men Brilon.
- Per openbaar vervoer: het dichtstbijzijnde spoorwegstation is in  het 30 km verwijderde Lippstadt. Van daar kan men de bus nemen via Belecke naar Rüthen. In de omliggende Stadtteile van Rüthen stoppen soms buurtbussen. Rüthen zelf ligt ook aan een spoorlijntje  naar Belecke, maar hierover rijden alleen goederentreinen.

## Bezienswaardigheden
- Delen van de oude stadsmuren met de Hexenturm (met gedenkstenen voor de slachtoffers van de heksenvervolging) en het Hachtor (stadspoort, voormalige gevangenis)
- Het statige, 18e-eeuwse raadhuis
- Een aantal fraaie vakwerkhuizen in de binnenstad. Enkele daarvan zijn overblijfselen van tot aan de 18e eeuw in de stad aanwezige kloosters.
- De St. Nicolaaskerk, gebouwd in gotische stijl rond 1270; het interieur, met fraai orgel en hoogaltaar, werd in 1712 in barokstijl gerenoveerd.
- De 36 m hoge watertoren aan de rand van Rüthen kan beklommen worden (fraai panorama)
- Restanten van de oude joodse begraafplaats
- Het uit 1664 daterende, aan Gervasius en Protasius gewijde dorpskerkje van Altenrüthen, in de 18e eeuw ingrijpend in barokstijl verbouwd; het orgel, in 1783 gebouwd door de bekende Duitse orgelbouwer Johann Gottlieb Müller, is in heel Noordrijn-Westfalen beroemd. Op de plaats van deze kerk stond al rond 800 een kerkje. Het onderste deel van de kerktoren (gebouwd rond het jaar 1000) was oorspronkelijk voor militaire doelen gebruikt, de kerk was nl. voor de Dertigjarige Oorlog een weerkerk.
- Kasteel Körtlinghausen, 1 km ten noorden van Kallenhardt is een groot 18e-eeuws barok lustslot. Oorspronkelijk een 15e-eeuws kasteel van een plaatselijk edelman; in 1714 vervangen door het huidige complex, dat tussen de Tweede Wereldoorlog en de restauratie in 2004 eerst als vluchtelingenopvang en daarna als school fungeerde; thans in gebruik als locatie voor luxueuze feesten en partijen. Niet te bezichtigen.
- Het uit 1722 daterende barokke dorpskerkje van Kallenhardt ligt fraai op het hoogste punt van het dorp. Het kerkje heeft een bezienswaardig interieur. Dat geldt ook voor de 19e-eeuwse rooms-katholieke dorpskerk te Langenstraße-Heddinghausen.
- Nabij Kallenhardt zijn parcoursen voor de mountainbikesport en in de winter voor de skisport (langlauf) ingericht.

## Partnergemeenten
Rüthen onderhoudt jumelages met:
- Dereham, Engeland (150 km ten noorden van Londen), dat Rüthen een klassieke Britse telefooncel cadeau deed; sedert 1983
- Egeln, Saksen-Anhalt, sedert 1989

## Geboren in Rüthen
- Michael Stappert, geboren 1585 in Meiste, overleden 1663 te Grevenstein, tegenwoordig een stadsdeel van Meschede (Sauerland), pastoor te Hirschberg bij Arnsberg, tegenstander van de heksenvervolging.[4]

## Afbeeldingen

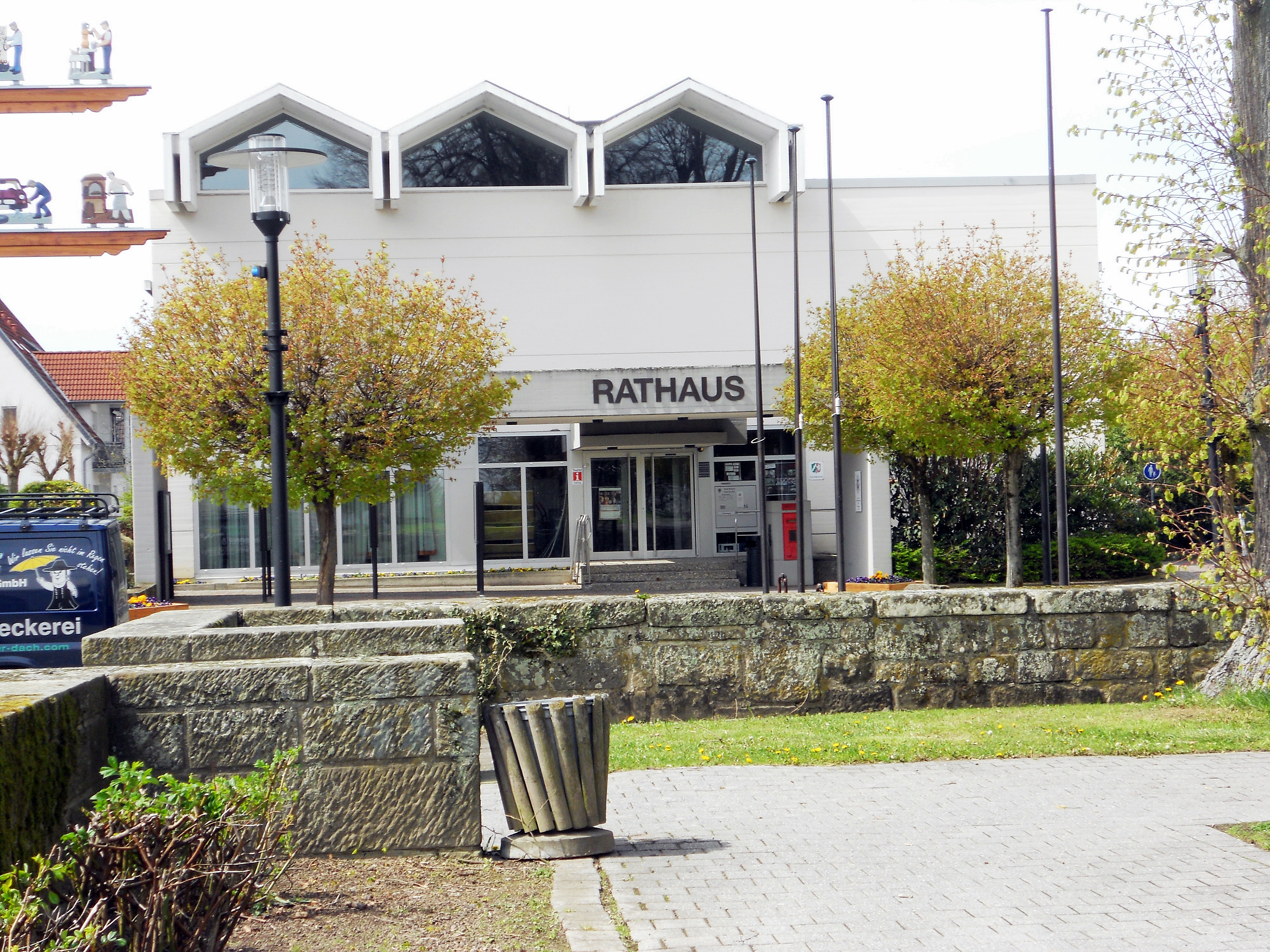
Gemeentehuis
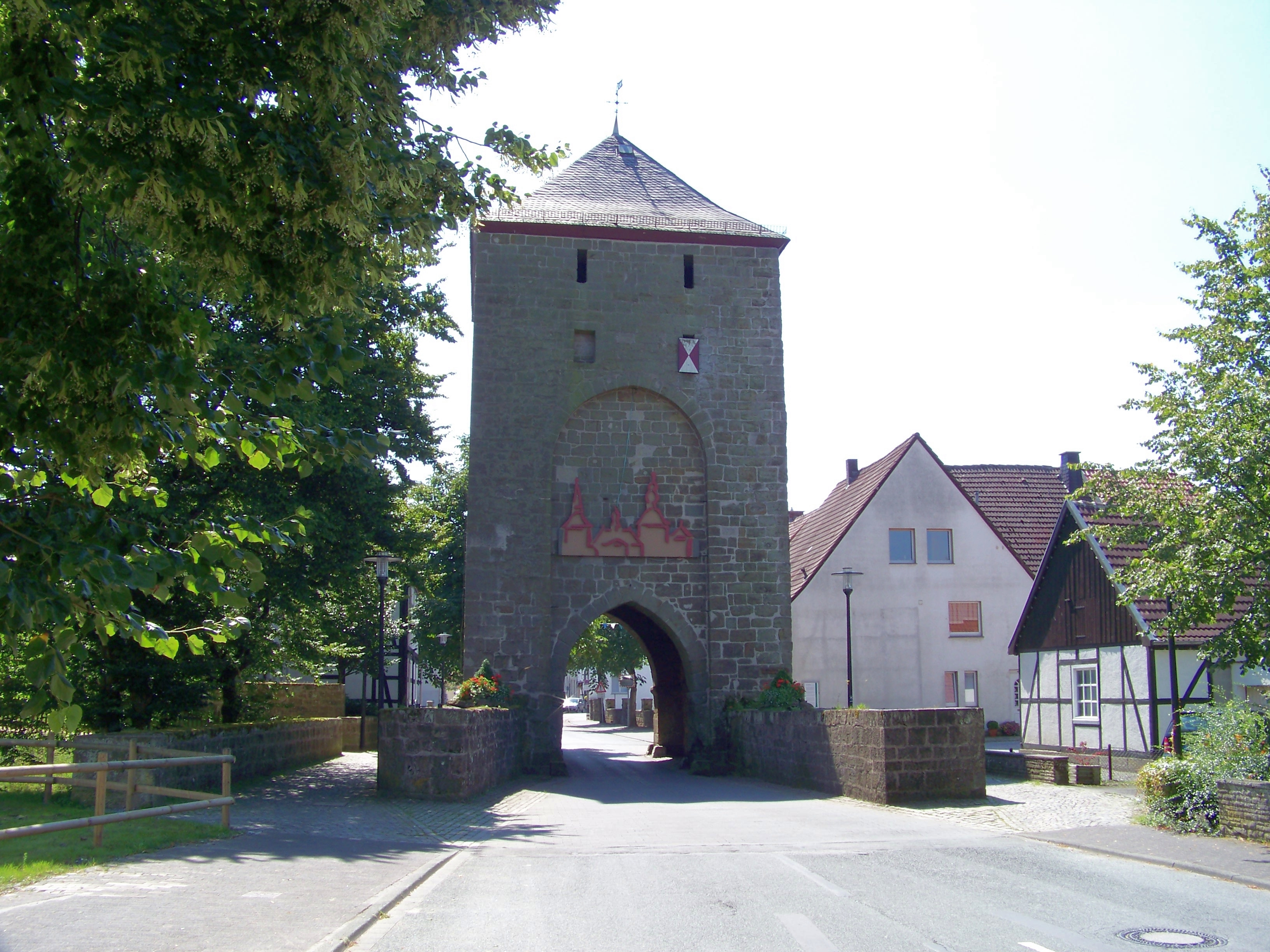
Stadspoort Hachtor
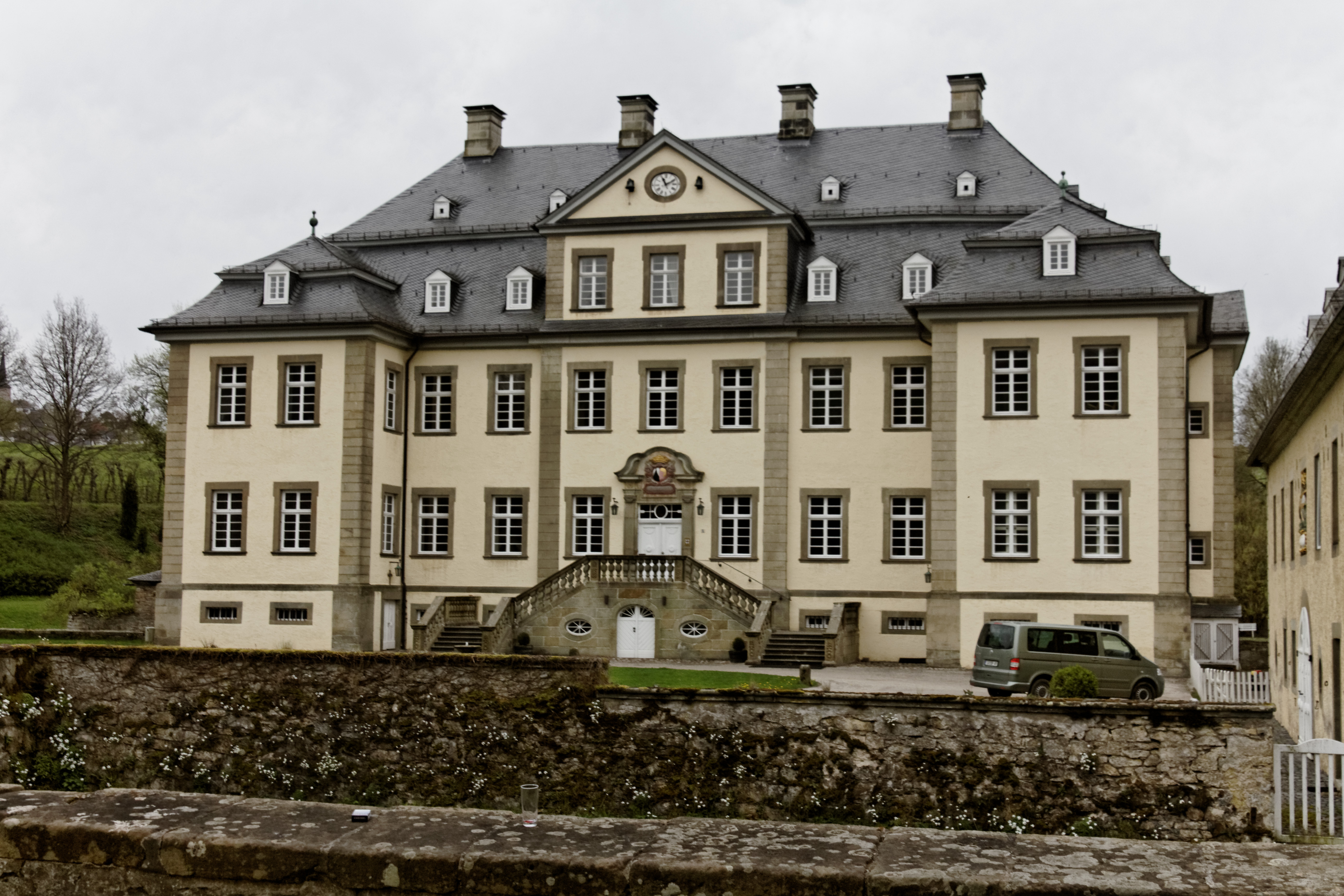
Schloss Körtlinghausen
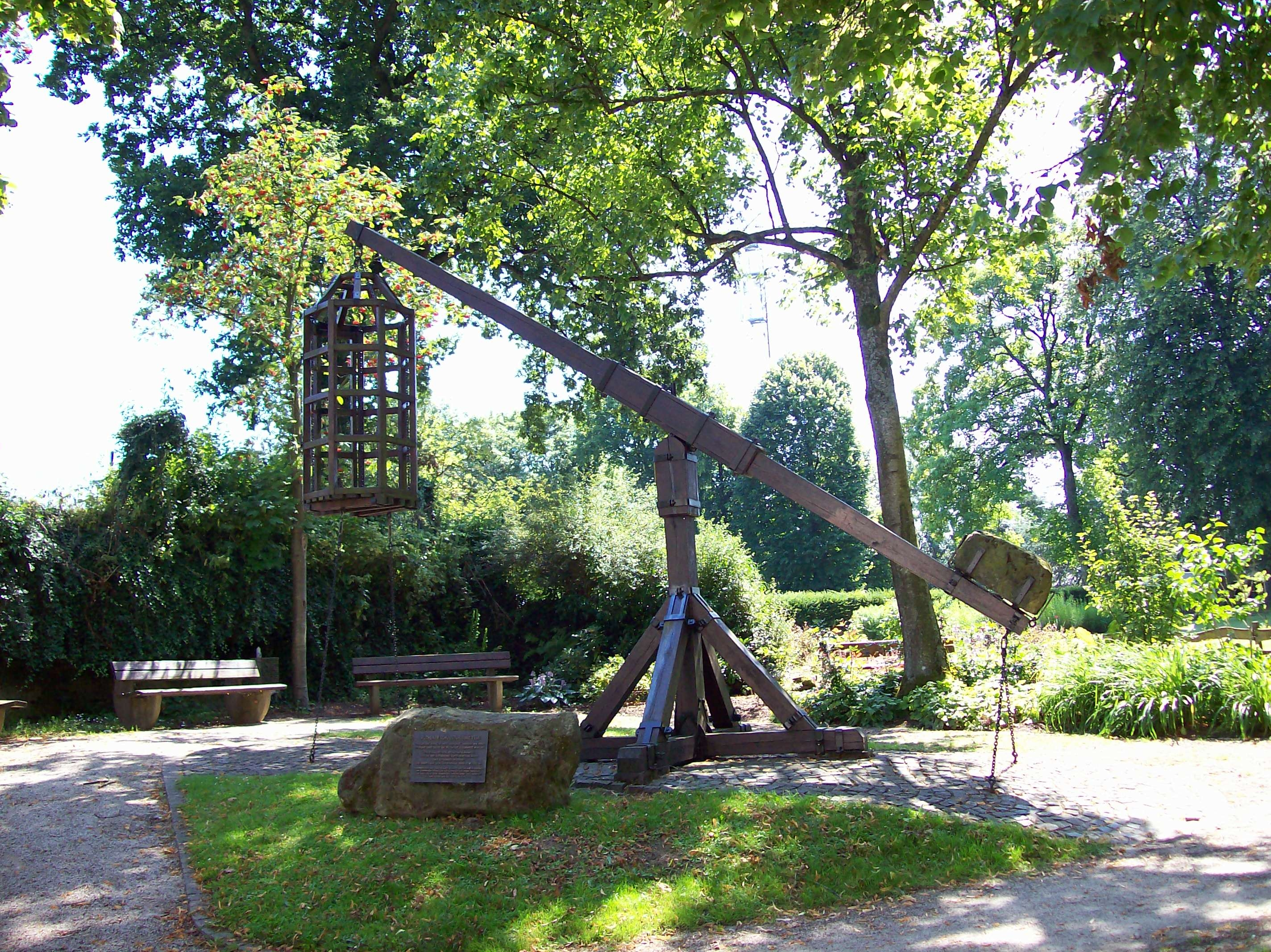
Schandkooi
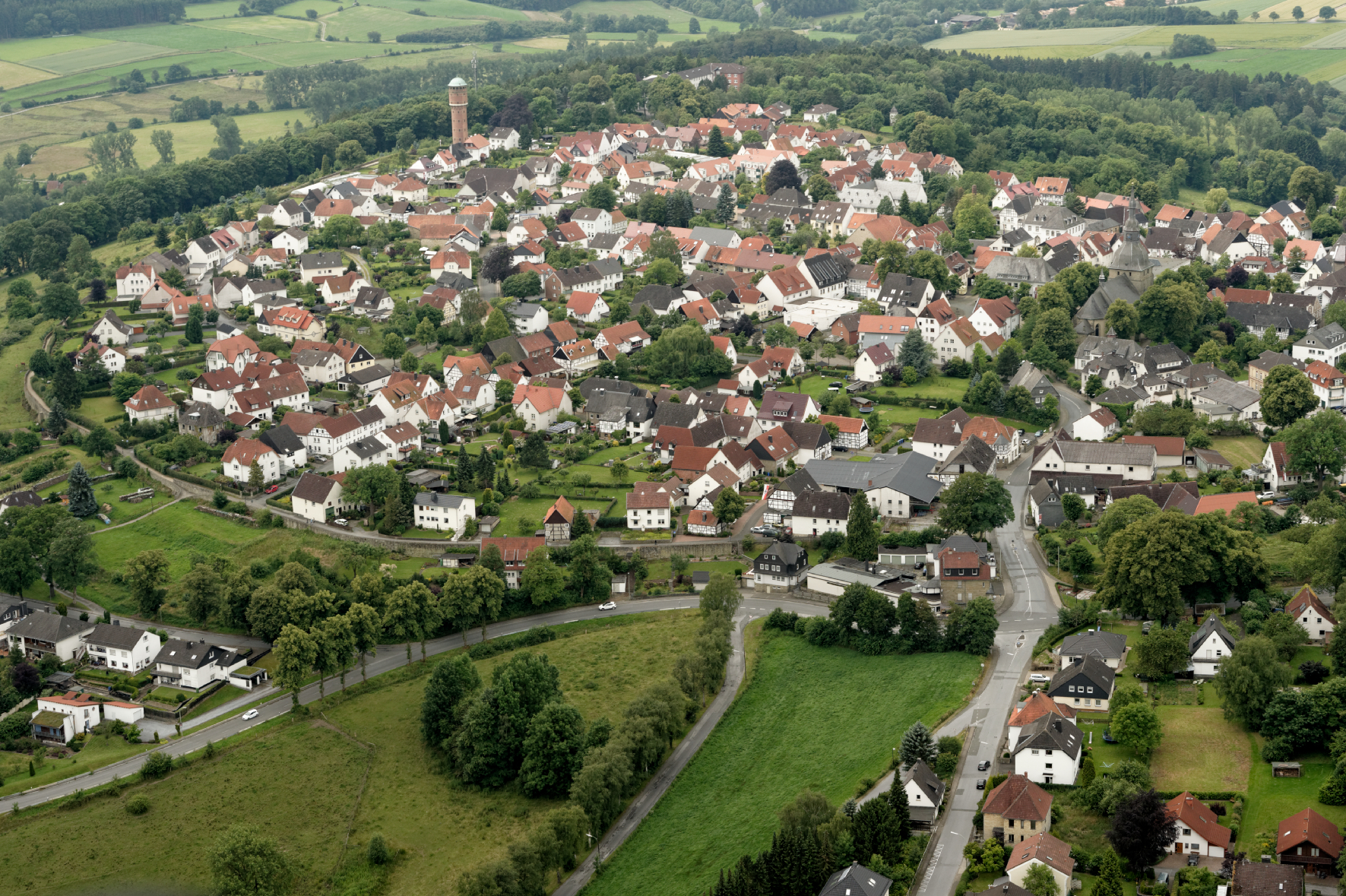
Gezicht op Rüthen
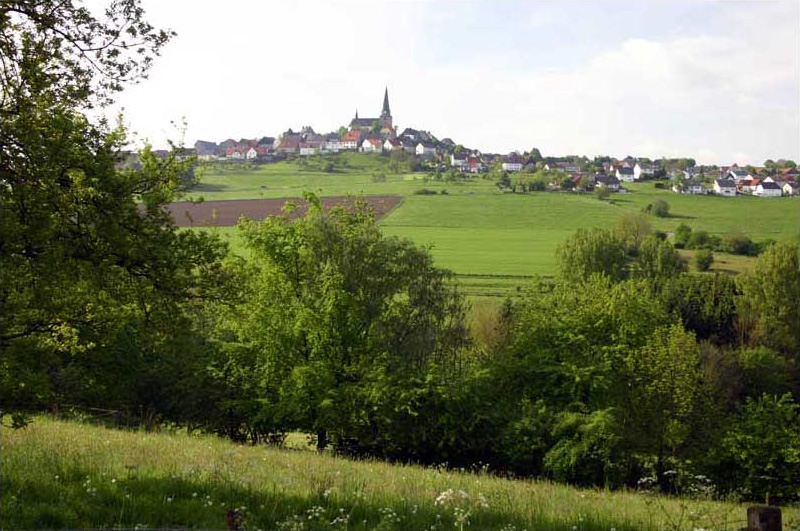
Gezicht op Kallenhardt
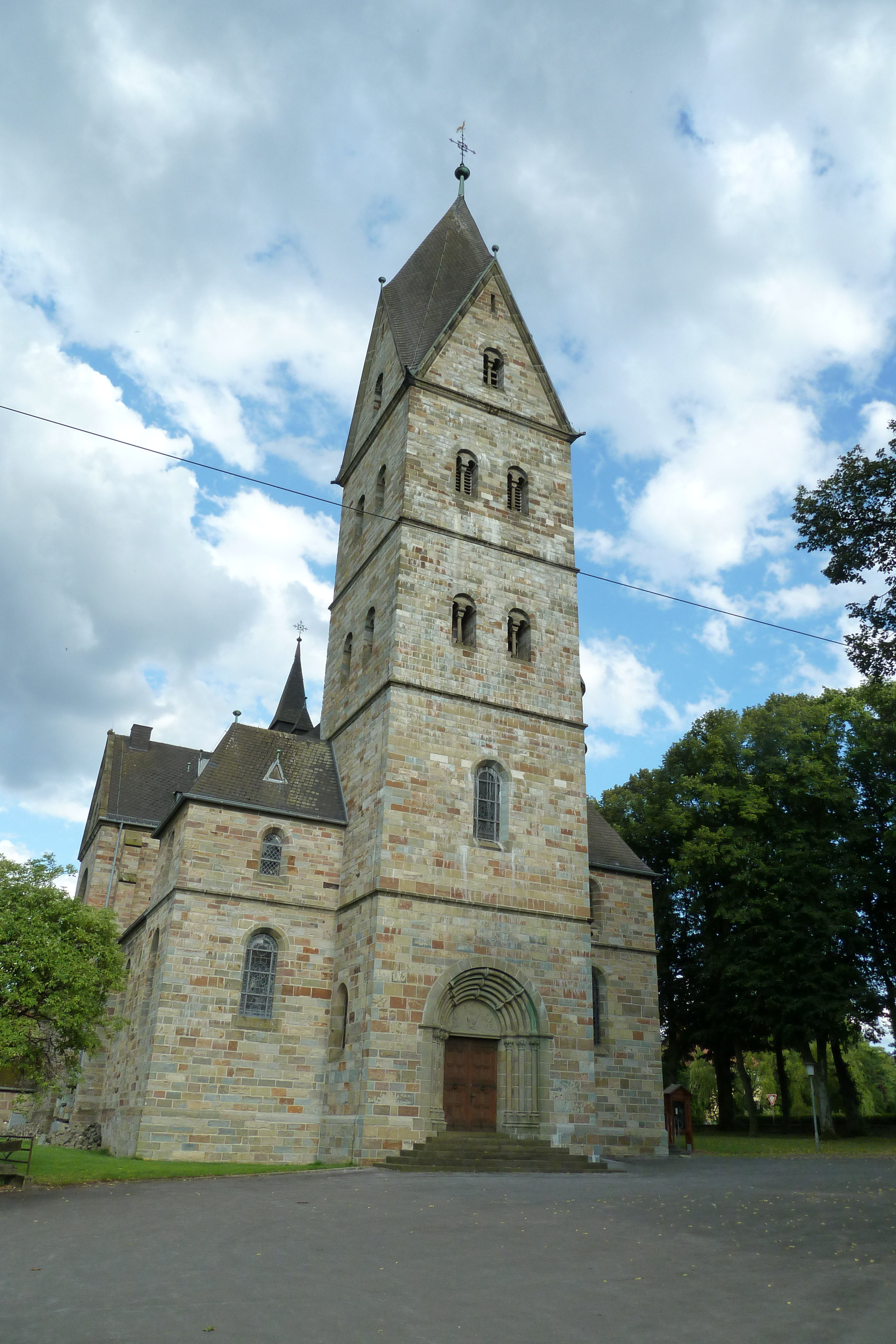
R.K. kerk[6], Langenstraße
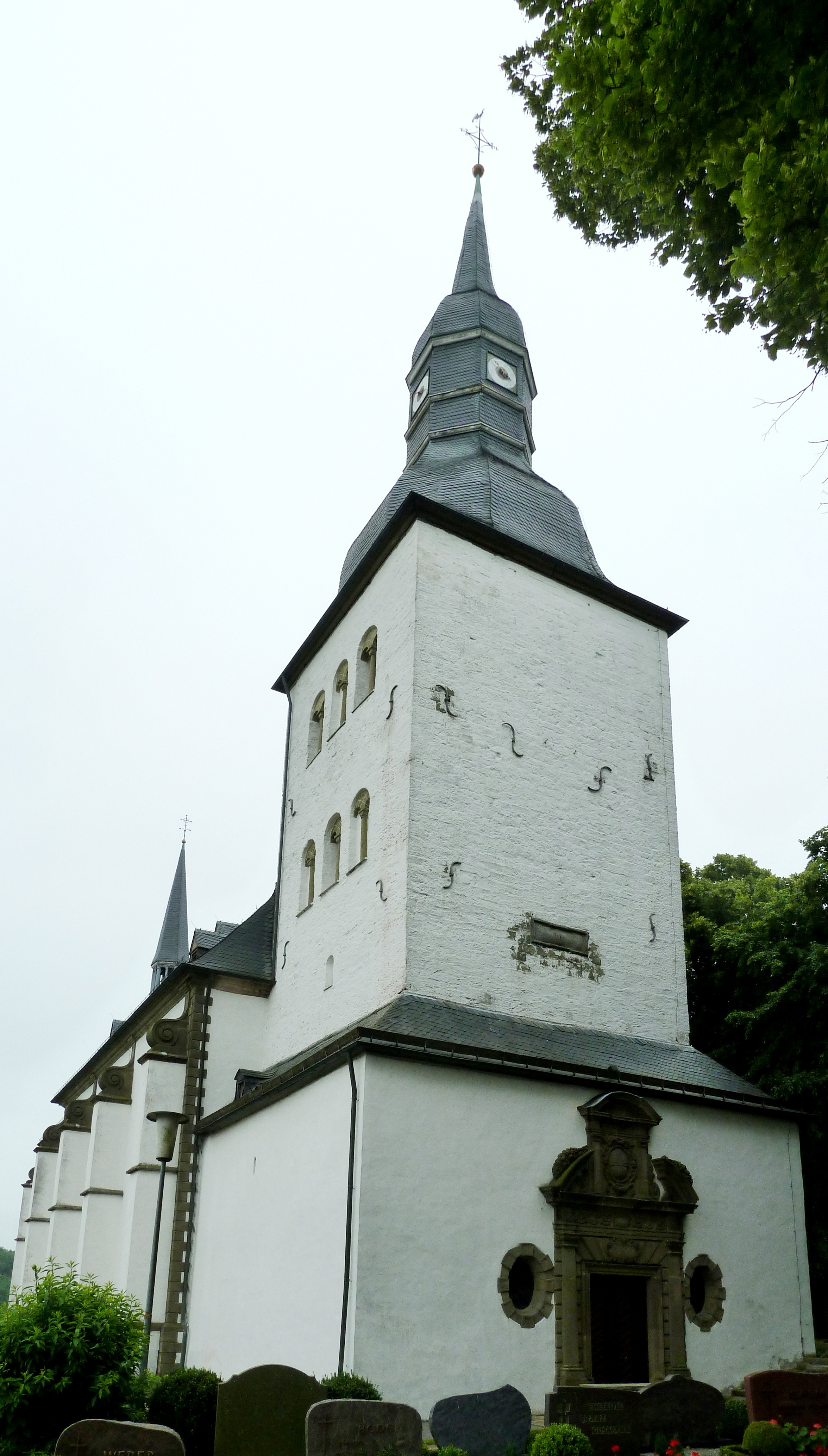
R.K. kerk[7], Altenrüthen

Anröchte · Bad Sassendorf · Ense · Erwitte · Geseke · Lippetal · Lippstadt · Möhnesee · Rüthen · Soest · Warstein · Welver · Werl · Wickede
Andere hanzen: Vlaamse Hanze van Londen · Hanze der XVII steden